# Cadillac Commercial Chassis

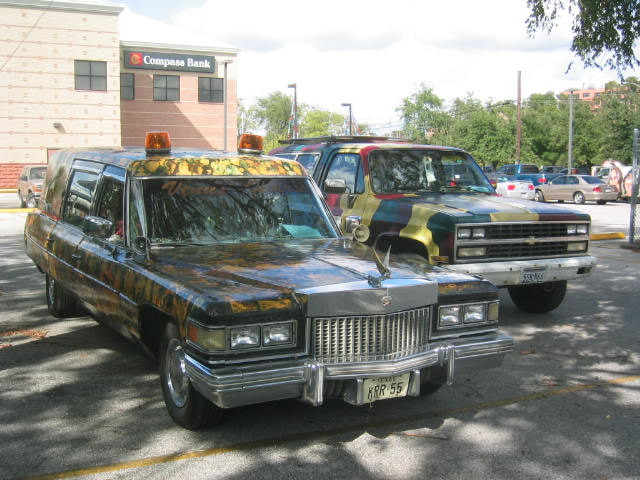
Venus-Leichenwagen eines Haarstudios

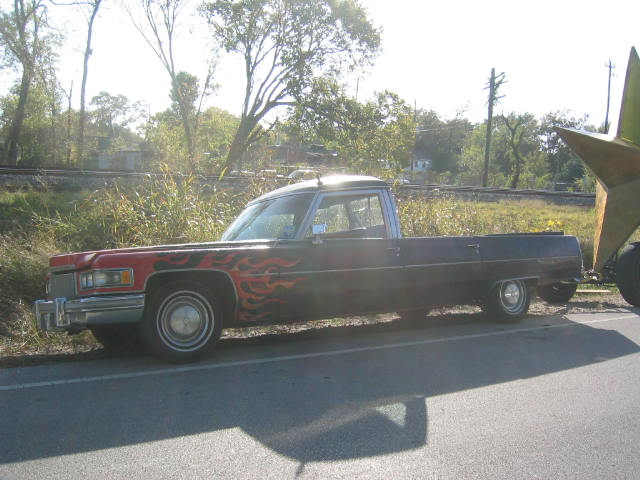
Cadillac-Miller-Meteor-Leichenwagen (1975). Das Dach wurde von Scrap Daddy Studios in Houston entfernt und der Wagen als Abschleppwagen eingesetzt. Solche Fahrzeuge wurden auch von Bestattern eingesetzt.

Cadillac Commercial Chassis war im Grunde eine verstärkte Version des Fahrgestells der Pullman-Limousine Cadillac Fleetwood, das darauf ausgerichtet war, das höhere Gewicht von Leichenwagen- und Krankenwagenaufbauten zu tragen. Das Commercial Chassis war deutlich niedriger als der Rahmen des entsprechenden PKWs, damit die Ladefläche des Aufbaus niedriger werden konnte und das Be- und Entladen erleichtert war. Es wurde als halbfertiges Auto an Stellmacherbetriebe geliefert und dort fertiggestellt. Es bestand aus dem kompletten Fahrgestell mit Antriebskomponenten, der Karosserie bis zur Windschutzscheibe, dem Armaturenbrett, der Klimaanlage (soweit mitbestellt) und den wichtigsten Bedienelementen. Die hinteren Kotflügel und die vorderen Türen wurden lose für die spätere Verarbeitung beim Karosseriebauer beigelegt.
Seit Cadillac selbsttragende Karosserien verwendet, werden die Leichen- und Krankenwagen meistens – wenn auch nicht immer – aus veränderten Limousinen hergestellt. Die seit 1979 gültigen Technischen Vorschriften für Automobile in den USA und in Kanada verlangen eine höhere Tragfähigkeit für solche Fahrzeuge und bedeuteten damit das Ende der PKW-basierten Krankenwagen. Heute werden sie in ganz Nordamerika ausschließlich auf Basis von Lieferwagen gebaut.

## Popkultur
Frühere Leichen- und Krankenwagen enden entweder bei Sammlern oder werden umgebaut. Man sieht sie häufig bei Halloween-Feiern oder als Art Cars.
Ein Superior-Leichenwagen fährt noch täglich für ein Haarstudio in Houston (Texas) (s. oberes Foto).
Der „ECTO 1“ von Ghostbusters war eine modifizierte Leichen-/Krankenwagenkombination auf einem Cadillac Commercial Chassis von 1959.